# بيت شرقان (الطويلة)

تعديل مصدري - تعديل

بيت شرقان هي إحدى قرى عزلة الضلاع الاسفل بمديرية الطويلة التابعة لمحافظة المحويت، بلغ تعداد سكانها 115 نسمة حسب تعداد اليمن لعام 2004.